# Amfifilnost
Amfifil (od grč. αμφις, amphis: oba i φιλíα, philia: ljubav, prijateljstvo) termin je za opisivanje hemijskog jedinjenja koje poseduje hidrofilna (voli vodu, polarna) i lipofilna (voli masnoću) svojstava. Takvo jedinjenje se naziva amfifilnim ili amfipatičnim. Time se formira baza za brojne oblasti istraživanja u hemiji i biohemiji, kao što je lipidni polimorfizam. Organska jedinjenja koja sadrže hidrofilne grupe na oba kraja prolatnog molekula se nazivaju bolaamfifilnim. Široko dostupne amfifilne supstance su sapuni i deterdženti.

## Struktura i osobine
Lipofilna grupa je tipično velika ugljovodonična funkcionalna grupa, kao što je dugi lanac oblika , sa n > 4. Hidrofilne grupe se mogu svrstati u sledeće kategorije:
1. Naelektrisane grupe
  - Anjonske. Primeri, sa lipofilni delom molekulsa predstavljenim sa R, su:
    - karboksilati: ;
    - sulfati: ;
    - sulfonati: .
    - fosfati: naelektrisane grupe fosfolipida.

  - Katjonske. Primeri:
    - amini: .
2. Polarne, nenaelektrisane grupe. Primeri su alkoholi sa velikim R grupama, kao što je diacil glicerol (DAG), i oligoetileneglikoli sa dugačkim alkil lancima.